# David Fuller
David Fuller (nascut el 4 de setembre de 1954) és un assassí i necròfil anglès condemnat.
El 2021, va ser condemnat pels assassinats de Wendy Knell, de 25 anys, i de Caroline Pierce, de 20, a qui va estrangular i va agredir sexualment després d'entrar a casa seva, amb mesos de diferència el 1987, a Royal Tunbridge Wells, Kent, en el que es va conèixer com els assassinats de Bedsit. L'ADN de l'assassí es coneixia des d'una revisió d'un cas fred el 2007, i l'anàlisi de les mostres en els dos casos demostraria més tard que els assassinats van ser comesos pel mateix autor no identificat. Finalment, Fuller va ser identificat com l'autor el 2020 quan es va fer una coincidència entre el seu ADN i les mostres del cas. Quan finalment va ser detingut, Fuller també va rebre la condemna de 12 anys per delictes mortuoris, després d'haver-se'l enregistrat abusant dels cossos de més de 100 cadàvers de dones, durant el seu treball com a electricista a l'⁣Hospital Kent i Sussex, també a Tunbridge Wells, Tunbridge Wells, i a l'Hospital de Pembury.
Va ser condemnat a cadena perpètua amb una ordre perpètua el 15 de desembre de 2021, cosa que significa que complirà la seva cadena perpètua sense possibilitat de llibertat condicional.
L'octubre de 2021, Fuller va ser acusat de 16 delictes addicionals comesos a tanatoris a l'hospital Kent i Sussex, ara tancat, i el seu successor, l'hospital Tunbridge Wells de Pembury, entre 2007 i 2020, i es va declarar culpable dels càrrecs el 3 de novembre de 2022. Està empresonat a HMP Frankland, al costat d'altres presoners com Wayne Couzens i Michael Stone.

## Vida personal
Fuller es va casar tres vegades.
Estava interessat en l'observació d'ocells, el ciclisme i la fotografia. Va ser fotògraf no oficial del grup de rock londinenc Cutting Crew i el 1985 els va acompanyar de gira amb la seva segona dona, Sally.